# El Cerrito (condado de Contra Costa)
Para la localidad en el condado de Riverside véase El Cerrito y para el barrio en San Diego, véase El Cerrito.
El Cerrito es una ciudad en el condado de Contra Costa, California, Estados Unidos, que cuenta con 23 549 habitantes según el censo de 2010. Tiene dos estaciones del metro BART. Es la ciudad de origen de la famosa banda de rock Creedence Clearwater Revival, que lideró John Fogerty.

## Historia
Fue fundado en el 1906 por refugiados del terremoto de San Francisco cuyos se establecieron en lo que era entonces el Rancho San Pablo de Don Víctor Castro y lo llamaron «Camp Rust» (Campo Rust). Los colonistas lo llamaron Rust cuando incorporaron su aldea como ciudad en 1917 por su líder y alcalde el fundador Wilhelm F. Rust, un emigrante alemán. Sin embargo lo cambiaron porque en el inglés es un homónimo con óxido y los habitantes no lo encontraron halagüeño. Entonces denominaron su pueblo como El Cerrito en referencia al Cerrito de San Antonio (el actual «Albany Hill» [Cerro Albany]) un gran peñón del área.

## Geografía
Brentwood se encuentra ubicada en las coordenadas 37°54′57″N 122°18′42″O / 37.91583, -122.31167. Según la Oficina del Censo, la ciudad tiene un área total de 9.4 km² (3.6 sq mi), de la cual toda es tierra.

## Demografía
Los ingresos medios por hogar en la localidad eran de $57.253 y los ingresos medios por familia eran $69.397. Los hombres tenían unos ingresos medios de $50.316 frente a los $40.866 para las mujeres. La renta per cápita para la localidad era de $32.593. Alrededor del 3.5% de las familias y del 6.7% de la población estaban por debajo del umbral de pobreza.

## Educación

### Escuelas primarias y secundarias
El Distrito Escolar Unificado de West Contra Costa gestiona escuelas públicas.
- Keystone Montessori School
- Montessori Community School
- Castro Elementary School
- Fairmont Elementary School
- Harding Elementary School
- Madera Elementary School
- Portola Junior High School
- Prospect Sierra School
- St. Jerome Catholic School
- St. John The Baptist
- Tehiyah Day School
- Windrush School
- El Cerrito High School

### Bibliotecas públicas
La Biblioteca del Condado de Contra Costa gestiona la El Cerrito Library.